# Astragalus exasperatus
Astragalus exasperatus es una especie de planta del género Astragalus, de la familia de las leguminosas, orden Fabales.

## Distribución
Astragalus exasperatus se distribuye por Tayikistán y Uzbekistán.

## Taxonomía
Fue descrita científicamente por Basilevsk. Fue publicado en Botanicheskie Materialy Gerbariya Glavnogo Botanicheskogo Sada R S F S R. 4: 45 (1923).